# El Salitral (Tumbes)
El Salitral es una localidad peruana ubicada en el distrito de Aguas Verdes, perteneciente a la provincia de Zarumilla del departamento de Tumbes, al norte del Perú. 

## Ubicación
El Salitral se ubica al norte de la provincia de Zarumilla, en el distrito de Aguas Verdes, en el departamento de Tumbes. Se ubica cerca a la frontera ecuatoriana-peruana.

## Demografía
En 2017 El Salitral tenía una población de 37 habitantes.
| Gráfica de evolución demográfica de El Salitral entre 1993 y 2017 |
|                                                                   |
| Fuentes: Población 1993 y 2017                                    |